# Порт-Орфорд
Порт-Орфорд (англ. Port Orford) — город в округе Карри на южном побережье штата Орегон , Соединенные Штаты Америки. По данным переписи 2010 года, численность населения составляла 1133 человека. Порт-Орфорд является самым западным поселением в штате Орегон.

## История
До европейской колонизации район Порт-Орфорда населяли индейцы тутутни, говорившие на атабаскских языках.  Мыс Бланко, открытый испанским мореплавателем Б. Феррело в 1543 г.,  получил название Порт-Орфорд от капитана Дж. Ванкувера в 1792 г. Первое поселение основано в июне 1851 г. капитаном У. Тиченором.  В сентябре того же года был основан форт Орфорд, просуществовавший до 1856 г. В 1941 г. мэр Г. Гейбл инициировал движение за создание штата Джефферсон, прекратившееся с началом Второй мировой войны. 

## География
По данным Бюро переписи населения США, общая площадь города составляет 4,17 км², из которых 4,04 км²- это земля и 0,13 км²- это вода.

### Климат
По классификации климата Кеппена, климат Порт-Орфорда характеризуется как океанический, с прохладной, очень влажной зимой и мягким, сухим летом. Среднегодовое количество осадков составляет 1,844 мм.

## Демография

### Перепись 2010
По данным переписи населения 2010 года в городе проживало 1133 человека, 603 домохозяйства и 285 семей. Плотность населения составляла 280,4 чел/км². На территории города насчитывалось 767 жилых строений. Расовый состав населения:
- 93,3 % белых,
- 0,6 % афроамериканцев,
- 1,4 % коренных американцев,
- 0,5 % азиаты,
- 0,9 % от других рас,
- 3,3 % от двух или более рас.

Испаноговорящие составили 4,3 % от всех жителей города.
В городе существовало 603 домашних хозяйства, из которых 11,8 % имели детей в возрасте до 18 лет, проживающих с ними, 35,3 % были супружескими парами, живущими вместе, 8,8 % женщины-домохозяйки не имеющие мужа, , 3,2 % одинокие мужчины и 52,7 % не семьи. 43,4 % всех домашних хозяйств состояли из одного человека и в 15,6 % живет один человек в возрасте 65 лет и старше. Средний размер домохозяйства — 1,86, а семьи — 2,47 человека.
Средний возраст жителей города составил 54,7 года. 11,8 % жителей были моложе 18 лет; 6,6 % — в возрасте от 18 до 24 лет; 16,3 % — от 25 до 44 лет; 36,7 % — от 45 до 64 лет; и 28,8 % — в возрасте 65 лет и старше. Гендерный состав населения города составил 48,0 % мужчин и 52,0 % женщин.

### Перепись 2000
По данным переписи населения 2000 года в городе проживало 1153 человека, 571 домашнее хозяйство и 311 семей. Плотность населения — 278,2чел/км². В городе насчитывалось 662 жилых строений. Расовый состав населения:
- 95,40 % белых,
- 0,09 % афроамериканцев,
- 1,39 % коренные американцы,
- 0,26 % азиаты,
- 0,17 % жителей тихоокеанских островов,
- 0,87 % представителей других рас,
- 1,82 % представителей двух и более рас.

Испаноговорящие составили 2,60 % от всех жителей города.
В городе существовало 571 домохозяйство, из которых 19,6 % имели детей в возрасте до 18 лет, проживающих вместе с ними, 44,0 % совместно проживающие супружеские пары, 9 % — женщины-домохозяйки, не имеющие мужа, и 45 % несемьи. 39 % всех домашних хозяйств состояли из одного человека и в 18,2 % из них был в возрасте 65 лет или старше. Средний размер домохозяйства — 2 человека, а семьи-2,66 человека.
Средний возраст жителей составил 50 лет. 18,8 % были в возрасте до 18 лет, 3,4 % с 18 до 24 лет, 19,7 % с 25 до 44 лет, 30,8 % с 45 до 64 лет и 27,3 % в возрасте 65 лет и старше. На каждые 100 женщин приходилось 92,2 мужчин.
Средний доход домохозяйства в городе составил 23 289 USD, а средний доход семьи — 29 653 USD. Средний доход мужчин составлял 35 221 USD против 15 179 USD у женщин. Доход на душу населения для города составил 16 442 USD. Около 16,1 % семей и 17,8 % населения находились за чертой бедности, в том числе 21,9 % — в возрасте до 18 лет и 9,2 % — в возрасте 65 лет и старше.

## Образование
В городе расположена «Тихоокеанская средняя школа».